# Arcieparchia di Trivandrum dei siro-malankaresi
L'arcieparchia di Trivandrum dei siro-malankaresi (in latino Archieparchia Trivandrensis Syrorum Malankarensium) è una sede metropolitana della Chiesa cattolica siro-malankarese in India. Nel 2023 contava 186.000 battezzati su 3.862.000 abitanti. È retta dall'arcivescovo maggiore cardinale Baselios Cleemis (Isaac) Thottunkal.

## Territorio
L'arcieparchia estende la sua giurisdizione sui fedeli della Chiesa cattolica siro-malankarese di tutto il distretto civile di Thiruvananthapuram e di gran parte del distretto civile di Kollam, ambedue nello stato indiano del Kerala.
Sede arcieparchiale è la città di Pattom in Trivandrum, dove si trovano la cattedrale di Santa Maria e la procattedrale di Santa Maria Regina della Pace.
Il territorio si estende su 4.044 km² ed è suddiviso in 217 parrocchie.

## Storia
Un ordinariato per i fedeli di rito siro-malankarese fu istituito il 13 febbraio 1932 con la bolla Magnum Nobis di papa Pio XI. L'aumento repentino dei fedeli cattolici portò, nel giro di pochi mesi, alla soppressione dell'ordinariato e all'erezione dell'arcieparchia di Trivandrum con la bolla Christo pastorum Principi dello stesso papa.
Il 16 dicembre 1996 cedette una porzione del suo territorio a vantaggio dell'erezione dell'eparchia di Marthandom.
Il 10 febbraio 2005 la Chiesa cattolica siro-malankarese è stata elevata alla dignità di Chiesa arcivescovile maggiore e contestualmente l'arcieparchia è diventata la sede propria dell'arcivescovo maggiore.
Il 2 gennaio 2007, il 25 gennaio 2010 e il 5 agosto 2017 ha ceduto altre porzioni di territorio a vantaggio dell'erezione rispettivamente delle eparchie di Mavelikara, di Pathanamthitta e di Parassala.

## Cronotassi dei vescovi
Si omettono i periodi di sede vacante non superiori ai 2 anni o non storicamente accertati.
- Ivanios Giorgio Tommaso Panickerveetil[4] † (11 giugno 1932 - 15 luglio 1953 deceduto)
- Benedict Varghese Gregorios Thangalathil, O.I.C. † (27 gennaio 1955 - 10 ottobre 1994 deceduto)
- Cyril Baselios Malancharuvil, O.I.C. † (6 novembre 1995 - 18 gennaio 2007 deceduto)
- Baselios Cleemis (Isaac) Thottunkal, dal 10 febbraio 2007

## Statistiche
L'arcieparchia nel 2023 su una popolazione di 3.862.000 persone contava 186.000 battezzati, corrispondenti al 4,8% del totale.
| anno | popolazione | popolazione | popolazione | presbiteri | presbiteri | presbiteri | presbiteri                | diaconi | religiosi | religiosi | parrocchie |
| anno | battezzati  | totale      | %           | numero     | secolari   | regolari   | battezzati per presbitero | diaconi | uomini    | donne     | parrocchie |
| ---- | ----------- | ----------- | ----------- | ---------- | ---------- | ---------- | ------------------------- | ------- | --------- | --------- | ---------- |
| 1950 | 54.588      | 3.000.000   | 1,8         | 95         | 73         | 22         | 574                       |         | 12        | 100       |            |
| 1970 | 150.452     | 9.012.000   | 1,7         | 178        | 144        | 34         | 845                       |         | 65        | 353       | 152        |
| 1980 | 195.830     | ?           | ?           | 193        | 156        | 37         | 1.014                     | 8       | 78        | 501       | 115        |
| 1990 | 223.622     | 10.754.000  | 2,1         | 211        | 175        | 36         | 1.059                     | 7       | 84        | 641       | 123        |
| 1998 | 305.000     | 8.350.000   | 3,7         | 230        | 195        | 35         | 1.326                     |         | 50        | 769       | 143        |
| 2002 | 250.000     | 8.500.000   | 2,9         | 242        | 208        | 34         | 1.033                     |         | 87        | 785       | 175        |
| 2003 | 260.000     | 8.520.000   | 3,1         | 267        | 211        | 56         | 973                       |         | 99        | 838       | 176        |
| 2004 | 265.000     | 8.530.000   | 3,1         | 281        | 224        | 57         | 943                       |         | 129       | 954       | 186        |
| 2009 | 252.000     | 6.020.000   | 4,2         | 231        | 189        | 42         | 1.090                     |         | 118       | 617       | 147        |
| 2010 | 214.400     | 4.869.984   | 4,4         | 240        | 196        | 44         | 893                       |         | 122       | 567       | 54         |
| 2014 | 222.400     | 5.086.000   | 4,4         | 183        | 151        | 32         | 1.215                     |         | 106       | 553       | 316        |
| 2017 | 222.200     | 5.287.000   | 4,2         | 204        | 166        | 38         | 1.089                     |         | 127       | 791       | 317        |
| 2020 | 182.500     | 3.861.790   | 4,7         | 112        | 112        |            | 1.629                     |         | 87        | 638       | 217        |
| 2022 | 184.364     | 3.823.500   | 4,8         | 115        | 115        |            | 1.603                     |         | 87        | 629       | 217        |
| 2023 | 186.000     | 3.862.000   | 4,8         | 116        | 116        |            | 1.603                     |         | 87        | 629       | 217        |